# Jožefmarija Escrivá
Josemaría Escrivá de Balaguer oz. Jožefmarija Escrivá, krščen José María Mariano Escrivá Albas, španski katoliški duhovnik, doktor civilnega prava, * 9. januar 1902, Barbastro, Španija, † 26. junij 1975, Rim, Italija.
Escrivá je bil ustanovitelj Opus Dei, organizacije laikov in duhovnikov, ki si prizadevajo širiti sporočilo o poklicanosti vseh ljudi k svetosti in posvečujoči vrednosti običajnega življenja. Z njim je Escrivá opozoril na nove oblike svetosti v Katoliški cerkvi. Za svetnika ga je 6. oktobra 2002 razglasil papež Janez Pavel II.
Njegova najbolj znana knjiga o duhovnosti in osebni rasti je Pot (en), ki je izšla v več kot 43 različnih jezikih in 4,5 milijona izvodih.

## Življenje in delo

### Zgodnje življenje
Jožefmarija Escrivá de Balaguer se je rodil 9. januarja 1902 v Barbastru v Španiji. Njegova starša, trgovec José in Dolores Escrivá, sta se trudila za dosledno krščansko vzgojo. Družina se je po izgubi premoženja kmalu preselila v Logroño. Tam je mladi Escrivá ob pogledu na stopinje v snegu bosonogega meniha prvič začutil, kot je kasneje pisal, da mu je Bog namenil tedaj še neznano poslanstvo.
Da bi bil lahko povsem na razpolago božji volji, se je odločil, da postane duhovnik. Po letu 1918 je zaključil študij teologije, sprva v Logroñu, zatem pa na papeški univerzi v Zaragozi, kjer se je s privoljenjem predstojnikov vpisal še na pravno fakulteto državne univerze. Mašniško posvečenje je prejel 28. marca 1925 in po kratki napotitvi na podeželsko župnijo se je z dovoljenjem nadrejenih leta 1927 preselil v Madrid, da bi tam dokončal doktorski študij prava.
V španski prestolnici je kot duhovnik deloval med vsemi sloji prebivalstva. Posvečal se je tako ubogim in trpečim v njihovih zasebnih bivališčih kot tudi neozdravljivo bolnim in umirajočim v bolnišnicah. Postal je kaplan v bolnišnici, skrbniški ustanovi, ki so jo upravljale apostolske dame presvetega srca Jezusovega, poučeval na univerzitetni akademiji in hkrati nadaljeval doktorski študij civilnega prava, ki ga je tedaj omogočala le madridska univerza. Zaradi apostolske vneme ga je vrsta ustanov in redovnih skupnosti kmalu pričela prositi za vodenje duhovnih vaj in maševanje.

### Madrid in ustanovitev Opus Dei
Escrivá je na duhovnih vajah v Madridu 2. oktobra 1928 odkril, da je njegovo poslanstvo ustanoviti Opus Dei, pot svetosti v Cerkvi, odprto za ljudi vseh slojev in prepričanj, ki se trudijo posvečevati svoje običajno delo sredi sveta, ne da bi se pri tem izgubili svoj laični stan. Dogodek je večkrat opisal kot razsvetljenje in videnje, izkušnjo pa pripisoval posredovanju Boga.
Popolnoma se je posvetil širjenju sporočila o poklicanosti vseh k svetosti in ob stalni, jasni in odločni podpori madridskega škofa je bil kot duhovnik izjemno dejaven.  
Organizacija je bila sprva namenjena moškim, 14. februarja 1930 pa je spoznal, da morajo biti v Opus Dei vključene tudi ženske. Istega datuma je kasneje ustanovil Duhovniško družbo svetega Križa, ki je z Opus Dei neločljivo povezana. Pravno gledano je omogočila, da so nekateri verniki oz. člani organizacije lahko prejeli mašniško posvečenje. V družbo so vključeni tudi škofijski duhovniki, ki se v istem duhu trudijo za svetost pri opravljanju svojih duhovniških obveznosti.  
Med špansko državljansko vojno je pobegnil iz Madrida, ki so ga tedaj nadzirali republikanci. Preko Andore in Francije se je nastanil na severu Španije, v Burgosu, in se po vojni vrnil v Madrid, kjer je dokončal študij prava in opravil doktorat.  

### Kasnejše življenje
Escrivá je leta 1946 odpotoval v Rim in se dokončno preselil tja. Leta 1947 je Sveti sedež postavil Opus Dei in Duhovniško družbo svetega Križa kot instituciji kanonskega prava in ju leta 1950 uradno dokončno potrdil. S tem dejanjem je bilo priznano tudi združenje sodelavcev, ki mu lahko v duhu ekumenske prenovitve pripadajo tudi nekristjani. Escrivá je še naprej iskal ustrezno pravno rešitev, ki bi se povsem skladala z ustanovitveno karizmo. Ta je bila organizaciji podeljena šele po njegovi smrti. 
Iz Rima in s potovanji je širil apostolsko delo Opus Dei po celem svetu. Po svojih najboljših močeh se je trudil za dobro duhovno in doktrinalno vzgojo tistih, ki so mu sledili. Zaradi pravne, teološke izobrazbe in vodstvenih sposobnosti so Escrivája imenovali za svétnika več dikasterijev Svetega sedeža, za papeškega prelata in za častnega člana Papeške teološke akademije. Ustanovil je Rimski kolegij Svetega križa, kasneje Papeška univerza Svetega križa (en), Rimski kolegij svete Marije, Univerzo v Navarri (en) v Pamploni in Univerzo v Piuri (en) v Peruju. 
Zadnja leta njegovega življenja so zaznamovala dolga potovanja po Evropi in Ameriki, ki so bila katehetskega značaja. 

### Osebnost
Escrivá je bil v prvi vrsti učitelj duhovnega življenja. Jedro njegovega sporočila je prepričanje, da so prav vsi ljudje poklicani k svetosti. »Posvečevati delo, posvečevati se v delu, z delom posvečevati druge« je bilo geslo, ki ga je rad ponavljal. Poudarjal je potrebo združevanja poklicnega dela, molitve in apostolata v trdno življenjsko enoto, tako da kristjanov obstoj v vsakršnem oziru postane Bogu všečna daritev. V njegovem življenju je igrala ljubezen do svobode odločilno vlogo, še zlasti z ozirom na dejavnost laikov v posvetnih družbenih strukturah. Poudarjal je, da morajo biti laiki v časnih vprašanjih povsem svobodni, in da morajo s to svobodo ravnati odgovorno, tj. v popolnem soglasju s krščansko vero in v zvestobi nauku Cerkve.

### Smrt
Umrl je zaradi infarkta 26. junija 1975 na glavnem sedežu Opus Dei v Rimu. Tisti dan je pri sveti maši še enkrat izročil svoje življenje Cerkvi in papežu. Njegovo telo počiva v kripti sedanje prelatske cerkve Opus Dei, kamor vsako leto prihaja molit tisoče romarjev z vsega sveta. Ob smrti ustanovitelja je organizacija štela 60.000 članov iz 80 narodov in je bila razširjena po vseh petih celinah.
Escrivája je po smrti 1975 nadomestil blaženi Álvaro del Portillo.

## Beatifikacija in kanonizacija
Papež Janez Pavel II. je 17. maja 1992 pred več kot 200.000 romarji na Trgu sv. Petra v Rimu razglasil Escrivája za blaženega.  

6. oktobra leta 2002 ga je isti papež razglasil za svetnika. V nagovoru zbrani množici je rekel:
»Sveti Jožefmarija je bil poklican, da bi oznanil vsesplošno poklicanost k svetosti in dokazal, da so vsakdanje življenje in običajna opravila pot posvečenja. Lahko bi rekli, da je bil svetnik vsakdanjosti.«